# Hifiklub
Hifiklub est un duo de rock expérimental, basé à Toulon. À l’origine associé au batteur Luc Benito, son membre fondateur, le bassiste et directeur artistique Régis Laugier, pilote aujourd’hui le groupe en compagnie d’un second membre permanent, le guitariste et plasticien Jean-Loup Faurat. Autour de ce socle constant de deux sociétaires inamovibles, plus de 200 collaborations ont été réalisées depuis leur premier album en 2007.

## Membres permanents
- Jean-Loup Faurat : guitare
- Régis Laugier : basse, direction

## Création en collaboration
Leitmotiv de l’approche créative de ce groupe à géométrie variable, l’expérience collaborative est au centre de la discographie et de la filmographie d’Hifiklub. Quelques collaborations significatives composant la production protéiforme d’Hifiklub : Alain Johannes (Queens of the Stone Age, Them Crooked Vultures), Viv Albertine (The Slits), Lee Ranaldo (Sonic Youth), Sarah Register (Talk Normal, Kim Gordon), Matt Cameron (Pearl Jam, Soundgarden), Iggor Cavalera (Sepultura), The Legendary Tigerman, Årabrot, Jad Fair, Lee Tesche (Algiers), Oskar Carls (Viagra Boys), Shirley Manson (Garbage), Jean-Marc Montera, R. Stevie Moore, André Jaume, Mike Watt (Minutemen, The Stooges), Fatso Jetson, Jérôme Casalonga, Lula Pena, Scanner, Jean-Michel Bossini, Mike Cooper, Eugene Chadbourne, Steve Albini, Duke Garwood, Roddy Bottum (Faith No More)...

## Discographie

### Albums
- 2007 : French Accent (Parallel Factory / Rue Stendhal)
- 2010 : How To Make Friends (Le Son du Maquis / Parallel Factory / Harmonia Mundi)
- 2012 : From Coast To Coast (Parallel Factory / Abeille)
- 2014 : Hifiklub + Alain Johannes : Plans Make Gods Laugh (Parallel Factory / LDRR)
- 2014 : Vacanze In Pigna (Casa Editions - Abeille / Parallel Factory)
- 2015 : On Dirait Le Sud (Parallel Factory / Les Disques en Rotin Réunis)
- 2016 : Double Quartet Serie volume 1 : Hifiklub vs. Fatso Jetson + Gary Arce (Subsound Records / Parallel Factory)
- 2016 : Jad Fair + Hifiklub + kptmichigan : Don't Give Up (Joyful Noise Recordings)
- 2016 : Hifiklub + Scanner : Mayol (Parallel Factory)
- 2017 : Infernu (Casa Editions / Parallel Factory)
- 2018 : Hifiklub + Lee Ranaldo : In Doubt, Shadow Him! (Joyful Noise Recordings / Parallel Factory)
- 2019 : E Lisboa (Shhpuma / Clean Feed / Parallel Factory)
- 2019 : Hifiklub + Mike Cooper: Aaran Stories (Ruptured - Cargo UK / Parallel Factory)
- 2019 : Hifiklub + The Legendary Tigerman : Hálito Azul (Parallel Factory / Discos Tigre)
- 2020 : Hifiklub + Daffodil + Reuben Lewis + Matt Cameron : Rupture (Electrical Valley Records / Parallel Factory)
- 2020 : Hifiklub + Roddy Bottum : This That Were Lost In The Fire (Toolong Records - Differ-ent / Dreammy Life Records / Parallel Factory)
- 2021 : Hifiklub + Duke Garwood + Jean-Michel Bossini + Trio Anpapié : Last Party On Earth (Subsound Records / Parallel Factory)
- 2021 : Hifiklub + Mike Watt : I Mean Alarmed (ORG Music / Parallel Factory)
- 2021 : Hifiklub + Eugene Chadbourne : Color Press (Weird Cry Records / Parallel Factory)
- 2022 : Hifiklub & Scorpion Dagger + Iggor Cavalera + Alain Johannes : ScorpKlub I & II (Electric Valley Records / Parallel Factory)
- 2023 : Pigna III : Nunziata (Casa Editions / Parallel Factory)
- 2024 : Hifiklub & Scorpion Dagger + Marion Brunetto : ScorpKlub III R.A.A.matuelle (Parallel Factory)
- 2024 : KO Computer (ORG Music / Parallel Factory)
- 2025 : Hifiklub + Årabrot : ARTAUD! (Parallel Factory / Pelagic)
- 2025 : Hifiklub + Alain Johannes : Mocomono (Library Of The Occult / Rough Trade / Parallel Factory)

### EPs
- 2010 : Hifiklub + Jean-Marc Montera + Lee Ranaldo : Back To La Tomate (Parallel Factory / Les Disques en Rotins Réunis)
- 2010 : Docteur Lo-Fi And The Remix (Le Son du Maquis/ Les Disques en Rotin Reunis / Harmonia Mundi)
- 2011 : Jad Fair + Hifiklub + kptmichigan : Bird House (Le Dojo / Parallel Factory / Les Disques en Rotin Réunis)
- 2012 : Hifiklub + Damo Suzuki : Live At Le Dojo (Parallel Factory / Les Disques en Rotin Réunis)
- 2012 : Hifiklub + R. Stevie Moore : I Am A Genius And There’s Nothing I Can Do About It (Parallel Factory / Les Disques en Rotin Réunis)
- 2012 : Jad Fair + Hifiklub + kptmichigan : Bird House reissue (Joyful Noise Recordings)
- 2013 : Hifiklub + The Legendary Tigerman : Ghost Of Nico (Parallel Factory / Les Disques en Rotin Réunis)
- 2017 : Dark Side of the Stadium (Parallel Factory)
- 2023 : Hifiklub + David Schrigley : Music For Musical Greetings Cards (Parallel Factory)

### 7"
- 2012 : Hifiklub + Kramer + Jean-Marc Montera : Smiled (Parallel Factory / Les Disques en Rotin Réunis)

### Compilations
- 2007 : Kulte 4 : Babe Doll (Kulte Unlimited)
- 2008 : Transmusicales de Rennes 2008 : Records Made From Records (Rencontres Trans Musicales)
- 2008 : agnès b ... Warm The French Up : Babe Doll (agnès b)
- 2008 : Je Garde Quelques Images Pour Mes Vies Posterieures, best of Lio : Catfish (Sterne / Sony)
- 2009 : Ten Years Of Rock Hits : Over (Naïve)
- 2009 : Dylan Mania : Tombstone Blues (Naïve)
- 2010 : Indetendances 45 : Wish Witch (FNAC)
- 2010 : Abus Dangereux 115 : Hey Oh (Abus Dangereux)
- 2010 : R. Stevie Moore New Wave Moon’s : Alecia (Sick Of The Radio)
- 2011 : Decade : Data & Devil Knows (Le Son du Maquis / Harmonia Mundi)
- 2011 : Musique Plastique : Data (live Back To La Tomate (agnès b)
- 2011 : The Bells Angels : Hey Oh (live Back To La Tomate (The Bells Angels)
- 2011 : Collection Amplifiée : Le Grenier Du Château (Les Disques en Rotin Réunis / MDAC de Rochechouart)
- 2011 : Joyful Noise Recordings Cassette Sampler : Let’s Win (Joyful Noise Recordings)
- 2012 : Paradise Sounds : Music For Paradise (Les Disques en Rotin Réunis)
- 2020 : Safe in Sound, Home Recordings From Quarantine : Staying At Home (Joyful Noise Recordings)

### Singles digitaux
- 2019 : Harry Gruyaert, photographe : Last Call Parallel Factory / Département du Var)
- 2019 : Harry Gruyaert, photographe : Irish Summers (Parallel Factory / Département du Var)